# 边内假脉蕨
边内假脉蕨（学名：Crepidomanes intramarginale）为真蕨纲膜蕨目膜蕨科假脈蕨属下的其中一个种。该物种被IUCN评为无危级别，主要分布于亚洲印度南部。